# 1976-os amerikai elnökválasztás
Az Amerikai Egyesült Államok alkotmányának előírása szerint 1976. november 2-án, kedden az országban elnökválasztást tartottak. A Demokrata Párt jelöltje, Jimmy Carter, Georgia volt kormányzója legyőzte a hivatalban lévő elnököt, Gerald Fordot, a Republikánus Párt jelöltjét.
Az előző választáson, 1972-ben Richard Nixon elnököt és Spiro Agnew alelnököt is újraválasztották, de Agnew 1973-ban korrupciós vád miatt lemondott és a 25. alkotmánymódosítás értelmében Fordot nevezték ki alelnöknek. 1974-ben hamarosan a Watergate-botrány nyomán Nixon is lemondott és az elnöki széket automatikusan Ford örökölte, így ő lett az első, akit sem alelnöknek, sem elnöknek nem választották meg. Ford megígérte, hogy folytatja Nixon politikai programját és mérsékelt republikánusként kormányoz, ami jelentős ellenállást okozott pártja konzervatív szárnyának részéről, különösen a volt kaliforniai kormányzótól, Ronald Reagantől, aki kihívta az elnököt a republikánus előválasztásokon, ám Ford szűken legyőzte őt a konvención. Carter a demokrata előválasztások kezdetén kevésbé volt ismert, ám Georgia korábbi kormányzója az első előválasztáson aratott győzelmei után az éllovas lett. Pártja politikai mérsékeltjeként kampányolt és a jelöltségért folytatott küzdelemben vereséget mért a liberális Jerry Brownra és Mo Udallra.    
Ford olyan stratégiát folytatott, amelyben tapasztalt vezetőként igyekezte ábrázolni magát. Carter reformerként mutatta be magát. A gyenge gazdasággal, Dél-Vietnám bukásával és Nixon népszerűtlen kegyelemben részesítésével Carter júliusi jelölése után nagymértékben tudta hátráltatni Fordot a közvélemény-kutatások során, ám a választás napjára szoros állást mutattak.
Carter nyerte a lakosság által leadott és az elektori szavazatok többségét is. Számos középnyugati és északkeleti erős államot tudott magával szállítani, mint például Ohio, Pennsylvania és New York, valamint szinte minden a demokraták által uralt déli államokat, míg Ford uralta a nyugati államokat. Carter továbbra is az utolsó demokrata elnökjelölt, aki megnyerte a déli államok többségét. Ford 27 államot nyert meg, a legtöbbet, amit valaha egy vesztes jelölt vitt. Mindkét nagy párt alelnökjelöltje később megnyerte saját pártja elnökjelöltségét, Walter Mondale 1984-ben és Bob Dole 1996-ban, de mindketten veszítettek a választásokon.
1976 volt az utolsó elnökválasztás, ahol a demokraták a New Deal koalícióra támaszkodtak, amely városi szakszervezetekből, vallási kisebbségekből (zsidók, katolikusok), afroamerikaiakból, déliekből és az ipari középnyugati térségben dolgozó kékgallérosokból állt, akik profitáltak a demokrata Franklin D. Roosevelt elnök New Deal gazdasági programjaiból az 1930-as években, a nagy gazdasági világválság kezelése érdekében. Így Carter győzelme a Demokrata Párt politikai dominanciájának időszakában az utolsó győzelmet jelentette mind elnöki, mind állami szinteken, az 1932-ben kezdődött ötödik pártrendszer 1980-ban így véget ért. Eközben Ford veresége 44 év után volt az első, hogy a hivatalban lévő elnököt kiszavazták hivatalából. Ez az utolsó alkalom, hogy négy déli állam, Alabama, Mississippi, Dél-Karolina és Texas a demokrata jelöltre szavazott az elnökválasztáson.

## Jelölések

### Demokrata Párt
| A Demokrata Párt jelöltjei, 1976     |                                 |
| Jimmy Carter                         | Walter Mondale                  |
| elnökjelölt                          | alelnökjelölt                   |
|                                      |                                 |
| Georgia volt kormányzója (1971–1975) | Minnesota szenátora (1964–1976) |

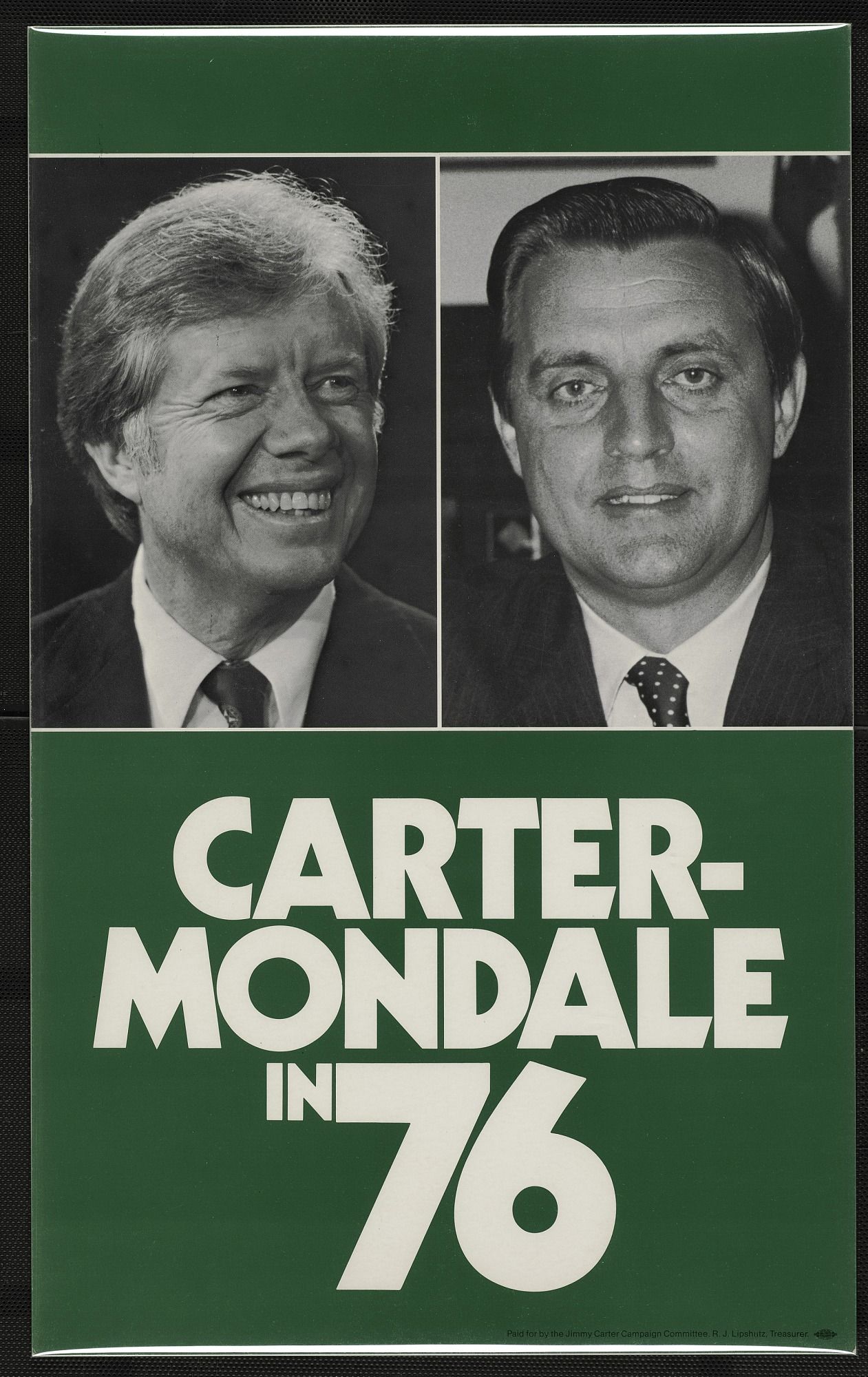
Kampányplakát

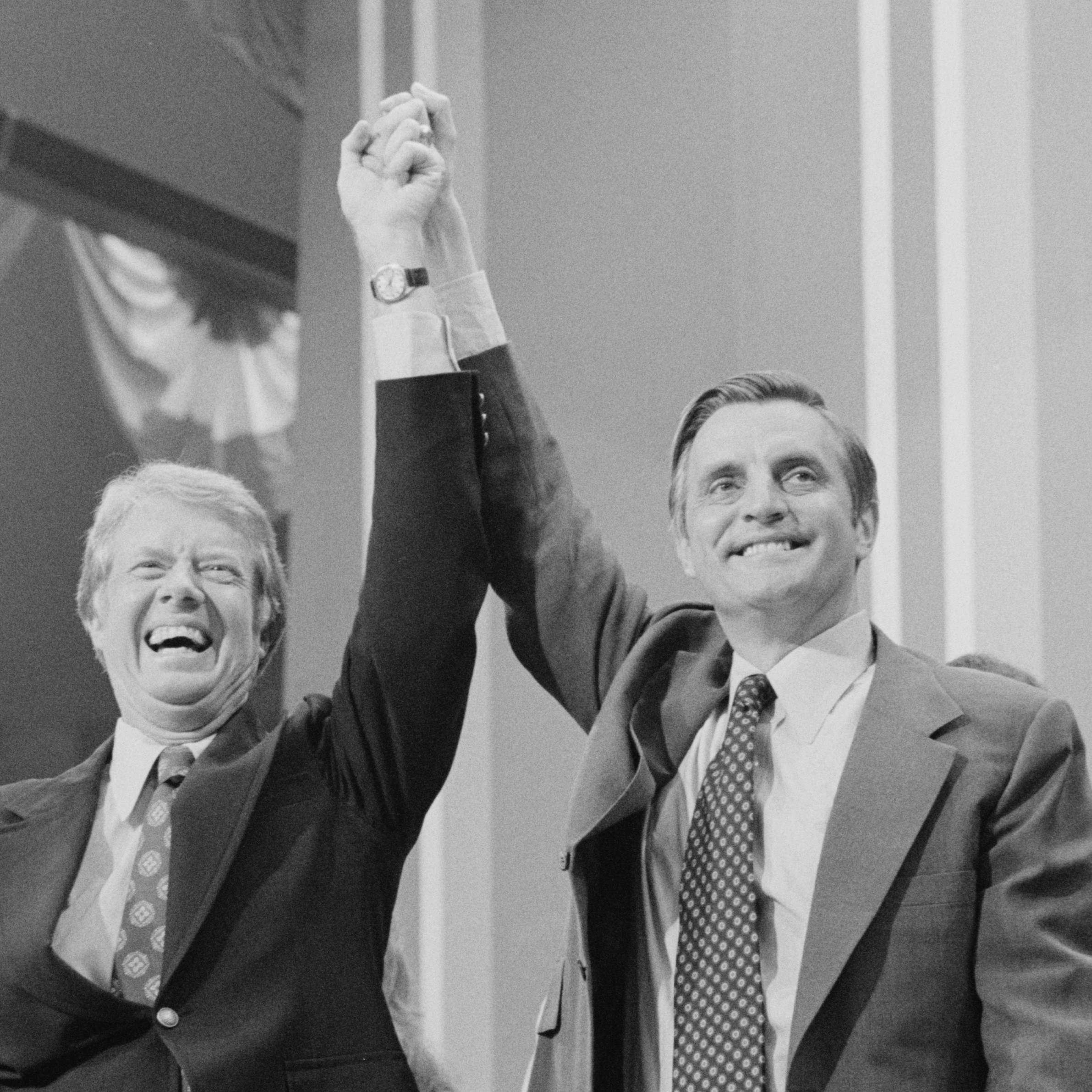
Carter és Mondale

Demokrata jelöltek az elnökjelöltségért:
- Jimmy Carter, Georgia volt kormányzója
- Jerry Brown, Kalifornia kormányzója
- George Wallace, Alabama kormányzója
- Mo Udall, Arizona 2. körzetének kongresszusi képviselője
- Robert C. Byrd, Nyugat-Virginia szenátora
- Ellen McCormack, a New York Right to Life Párt elnöke
- Walter Fauntroy, Kolumbia Kerület kongresszusi képviselője
- Walter Washington, Kolumbia Kerület polgármestere
- Jesse Gray, New York 70. kerületének volt államgyűlési képviselője
- Frank Church, Idaho szenátora
- Henry M. Jackson, Washington szenátora
- Lloyd Bentsen, Texas szenátora
- Milton Shapp, Pennsylvania kormányzója
- Fred R. Harris, Oklahoma volt szenátora
- Sargent Shriver, Franciaország volt amerikai nagykövete, 1972-es alelnökjelölt
- Birch Bayh, Indiana szenátora
- Terry Sanford, Észak-Karolina volt kormányzója

Az 1976-os demokrata elnökjelöltség meglepetésszerű győztese Jimmy Carter volt, George volt kormányzója. Amikor az előválasztások elkezdődtek, Carter országos szinten kevésbé volt ismert és számos politikai szakértő inkább ismertebb jelöltet tartott a jelölés kedvencének, mint például Henry M. Jacksont, Morris Udallt, George Wallace-t és Jerry Brownt. Carter rájött, hogy washingtoni kívülálló, politikai centrista és mérsékelt reformer státusza előnyhöz juttathatja őt ismertebb riválisaival szemben. 1976-ban az előválasztásokon és a jelölőgyűléseken ezt ki is használta riválisai félresöprésére.
Jackson szenátor úgy döntött, hogy nem indul a korai iowai és new hampshire-i előválasztáson, amelyet Carter nyert meg, miután a liberálisok megosztották szavazataikat négy másik jelölt között. Bár Jackson megnyerte a massachusettsi és a New York-i előválasztást, május 1-én kénytelen volt visszalépni a versenyből, miután 12 százalékponttal elvesztette a pennsylvaniai előválasztást Carterrel szemben. Carter ezután nagy fölénnyel legyőzte Wallace-t, fő konzervatív kihívóját az észak-karolinai előválasztáson, így őt is kampánya befejezésére kényszerítette. A liberális Udall lett Carter fő ellenfele. Második lett Carterrel szemben a new hampshire-i, massachusettsi, wisconsini, New York-i, michigani, dél-dakotai és az ohioi előválasztáson és megnyerte az előválasztást saját hazájában, Arizonában és indult Carterrel szemben az új-mexikói előválasztáson. Azonban az a tény, hogy Udall a második helyen végzett Carterrel szemben a legtöbb versenyen, azt jelentette, hogy Carter egyre több küldöttet gyűjtött össze magának, mint Udall.  
Carter győzelmei után egy mozgalom indult az északi és a nyugati liberális demokraták körében, akik attól tartottak, hogy Cartert a déli nevelése túlságosan konzervatívvá teszi őt a Demokrata Párt számára. A mozgalom vezetői, Frank Church és Jerry Brown mindketten bejelentették jelöltségüket a demokrata jelölésre és több késői előválasztáson is legyőzték Cartert. A kampányuk azonban túl későn kezdődött, hogy Cartert megakadályozzák abban, hogy összegyűjtse a jelölés megszerzéséhez szükséges többi küldöttet.  
1976 júniusára Carter az elegendőnél is több küldöttet gyűjtött össze és az 1976-os Demokrata Nemzeti Konvenciót könnyedén megnyerte már az első fordulóban, Udall a második helyen végzett. Ezután Walter Mondale szenátort, Hubert Humphrey liberális és politikai pártfogoltját választotta meg alelnökjelöltjének. 
| Elnökjelölt      | Elnökjelölt | Alelnökjelölt        | Alelnökjelölt |
| Jimmy Carter     | 2 239       | Walter Mondale       | 2 817         |
| Mo Udall         | 330         | Carl Albert          | 36            |
| Jerry Brown      | 301         | Barbara Jordan       | 25            |
| George Wallace   | 57          | Ron Dellums          | 20            |
| Ellen McCormack  | 22          | Henry M. Jackson     | 16            |
| Frank Church     | 19          | Gary Benoit          | 12            |
| Hubert Humphrey  | 10          | Frank Church         | 11            |
| Henry M. Jackson | 10          | Fritz Efaw           | 11            |
| Fred R. Harris   | 9           | Peter F. Flaherty    | 11            |
| Milton Shapp     | 2           | George Wallace       | 6             |
| Robert C. Byrd   | 2           | Allard K. Lowenstein | 5             |
| Egyéb            | 9           | Egyéb                | 18            |
| ---------------- | ----------- | -------------------- | ------------- |

### Republikánus Párt
| A Republikánus Párt jelöltjei, 1976    |                              |
| Gerald Ford                            | Bob Dole                     |
| elnökjelölt                            | alelnökjelölt                |
|                                        |                              |
| Az Egyesült Államok elnöke (1974–1977) | Kansas szenátora (1969–1996) |

Az állami delegációk első szavazása az elnökjelöltségről a konvención

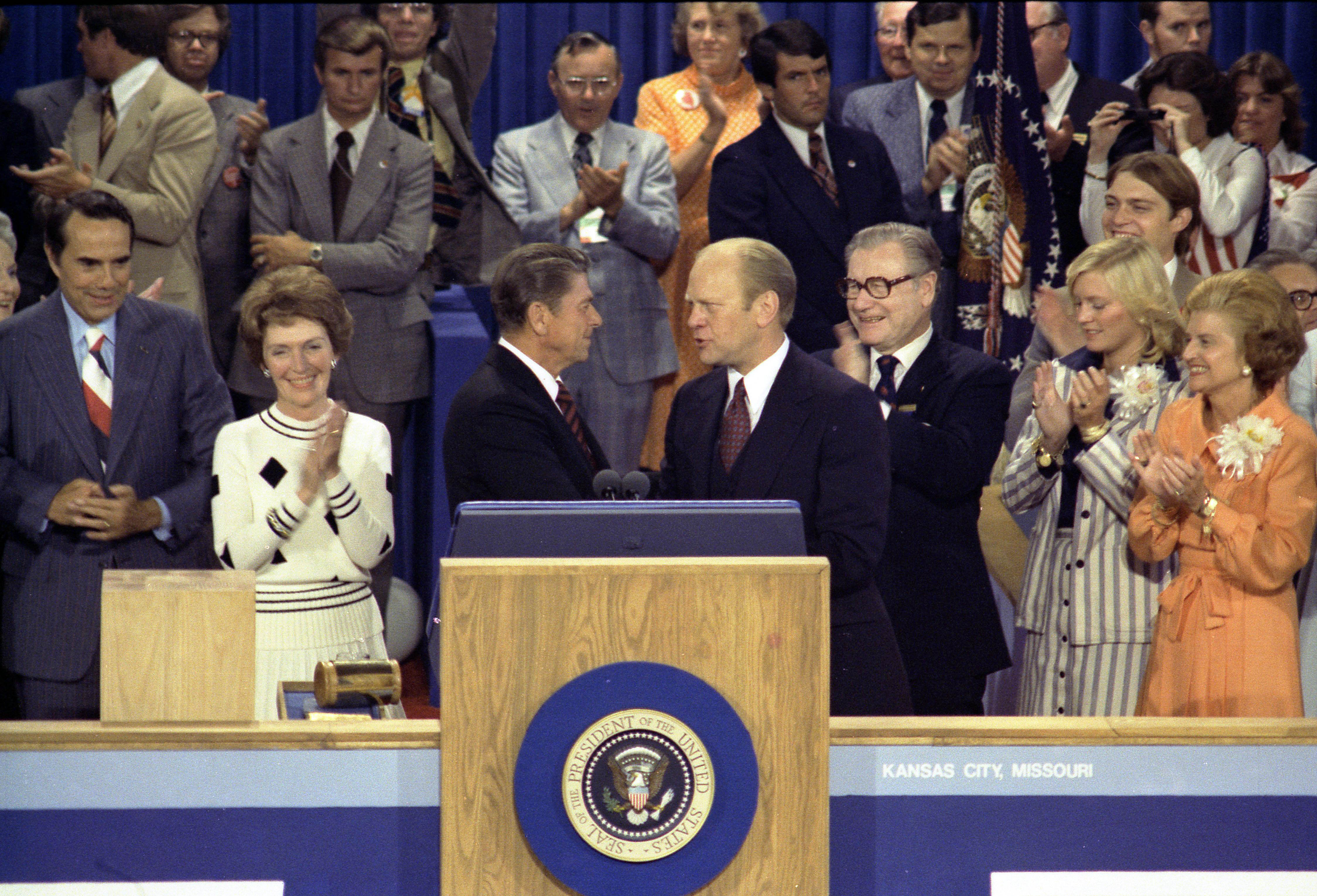
Az 1976-os Republikánus Nemzeti Konvenció, Bob Dole alelnökjelölt baloldalon a szélén, középen Gerald Ford elnök és Ronald Reagan kezet fognak, Fordtól jobbra Nelson Rockefeller alelnök

Republikánus jelöltek az elnökjelöltségért:
- Gerald Ford, Az Egyesült Államok elnöke
- Ronald Reagan, Kalifornia volt kormányzója

A Republikánus Párt 1976-os elnökjelöltségéért folyó versenyben két komoly jelölt harcolt egymás ellen: Gerald Ford elnök, a párt mérsékelt szárnyának egyik vezető tagja és Ronald Reagan, Kalifornia korábbi kormányzója, a párt konzervatív szárnyának egyik vezető tagja. Mind a két férfi kemény kampányolt, a Kansas Cityi Republikánus Nemzeti Konvenció augusztusi kezdetekor a jelöltségért folyó verseny túl szorosnak bizonyult. A konvenció első fordulójában végül Ford szűk fölénnyel legyőzte Reagant és a hivatalban lévő alelnök, Nelson Rockefeller helyére Bob Dole szenátort választotta, annak ellenére, hogy Dole az előző évben bejelentette, hogy nincsenek ambíciói az alelnöki székért. Rockefeller akkor lett alelnök, amikor Fordot beiktatták Nixon lemondása után, így ő lett az egyetlen alelnök, aki soha nem volt jelölt a választásokon. Az 1976-os Republikánus Konvenció volt az utolsó olyan politikai konvenció, amely úgy nyílt meg, hogy az elnökjelölt személyének kérdése még nem dőlt el, egészen a tényleges szavazásig.

## A választás

### Kampány

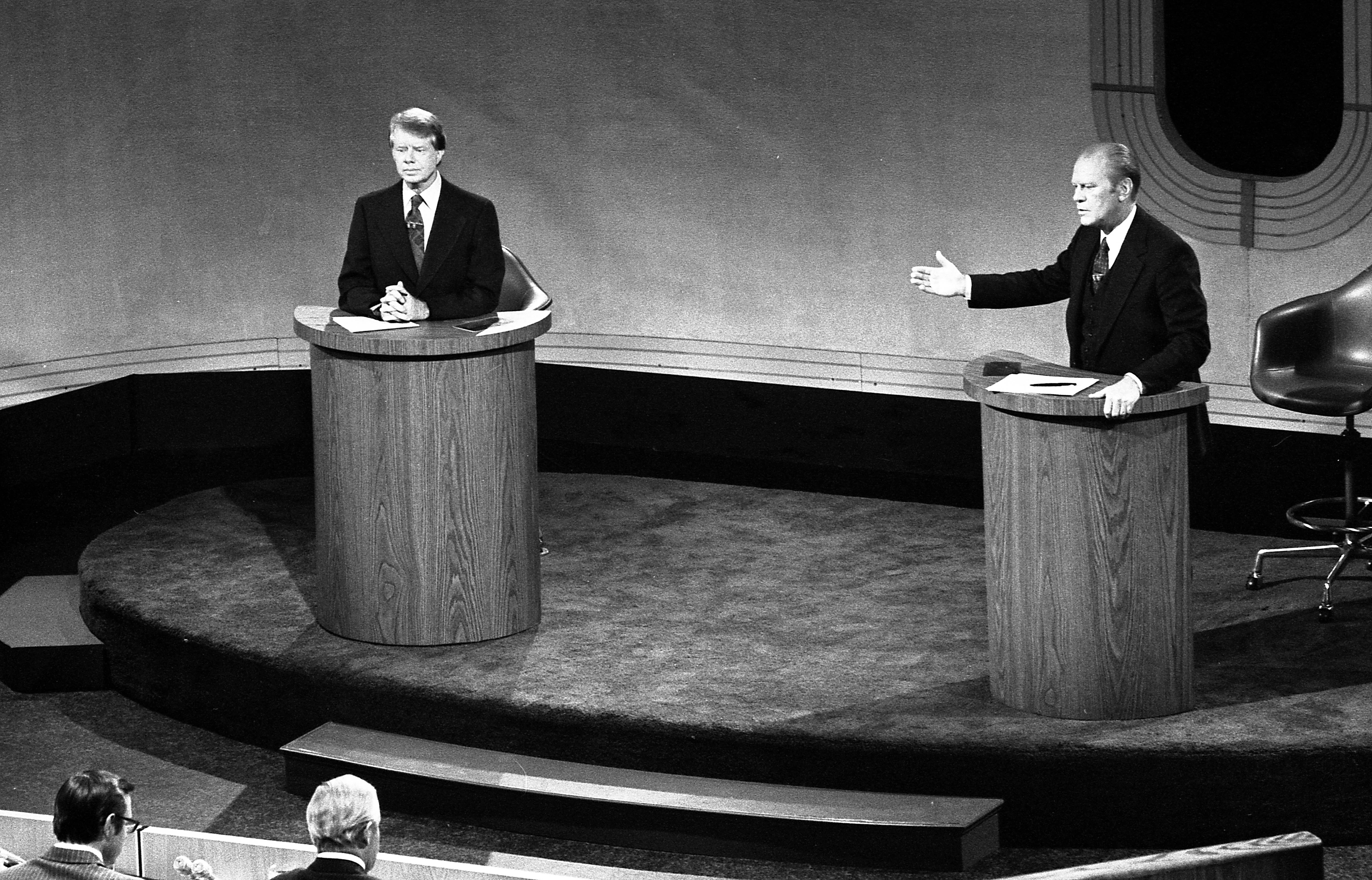
Carter és Ford az első vitán

A kampány kezdetén Ford előnye Carterrel szemben az volt, hogy ő elnökölt például a függetlenség napjának 200. évfordulója alkalmából rendezett eseményeken, ez gyakran kedvező nyilvánosságot hozott Ford számára. A július 4-i washingtoni ünnepi tűzijátékot is az elnök vezette le, amit az országos televízió közvetített. Július 7-én az elnök és a First Lady házigazdaként vettek részt a Fehér Ház állami vacsoráján II. Erzsébet brit királynővel és Fülöp herceggel, amit a PBS közvetített. Ford ezzel úgy mutatta magát, mint aki szorgalmasan végzi feladatait nemzeti vezetőként. Csak októberben volt hajlandó elhagyni a Fehér Házat és aktívan kampányolni az egész országban.  
Carter reformerként indult, akit „érintetlenül” töltöttek a washingtoni politikai botrányok, amelyet sok szavazó vonzónak talált a Watergate-botrány nyomán, amely Richard Nixon elnök 1974-es lemondásához vezetett. Ford, bár személyesen nem állt kapcsolatban Watergateval, sokan úgy gondolták, hogy túlságosan közel áll a hitetlen Nixon-kormányhoz, különösen azután, hogy Ford elnök kegyelemben részesítette Nixont minden olyan bűnért, amelyet hivatali ideje alatt elkövetett. Nixon kegyelemben részesítése miatt Ford népszerűsége a közvélemény-kutatások szerint zuhanni kezdett. Megtagadta, hogy megmagyarázza annak okait, hogy miért kegyelmezett meg Nixonnak.  
Ford sikertelenül kérte a kongresszust, hogy vessen véget az 1950-es évekbeli földgázára vonatkozó árellenőrzésnek, amely az 1973-as olajválság után az amerikai földgáztartalékok csökkentését okozta. Carter kampánya során kijelentette, hogy ellenzi az árszabályozás megszüntetését és úgy vélte, hogy egy ilyen lépés katasztrofális lenne.
A Demokrata Nemzeti Konvenció után Carter 33%-os előnnyel hagyta le Fordot a közvélemény-kutatásokban. Azonban ahogy a kampány folytatódott, a verseny egyre szorosabbá kezdett válni. A kampány során a Playboy magazin ellentmondásos interjút tett közzé Carterrel. Az interjúban Carter elismerte, hogy feleségén kívül a szíve más nőkre is vágyott és hogy elméjében házasságtörést követett el. Ezzel elvesztette a nők és az evangéliumi keresztények támogatását. Szeptember 23-án Ford jól szerepelt az 1960 óta először tartott televíziós elnökjelölti vitán. A vita után készült közvélemény-kutatások azt mutatták, hogy a legtöbb néző úgy érezte, hogy Ford a győztes. Fordhoz hasonlóan Cartert is sokan támadták azzal, miszerint nem rendelkezik szükséges tapasztalattal ahhoz, hogy hatékony nemzeti vezető legyen és sok kérdésben homályos.
Ford azonban egy nagy baklövést is elkövetett kampányában, amely megállította lendületét. Az október 6-i második elnöki vitán Max Frankelnek adott válaszában Ford megbotlott, amikor kijelentette, hogy „Kelet-Európa nem szovjet uralom alatt áll és soha nem lesz a Ford-kormány alatt”. Hozzátette, hogy „nem hiszi, hogy a lengyelek a Szovjetunió uralma alatt tartják magukat” és ugyanezt állította Jugoszláviával és Romániával kapcsán is (Jugoszlávia nem volt a Varsói Szerződés tagja). Ford a vita után csaknem egy hétig nem volt hajlandó visszavonni nyilatkozatát, ennek eredményeként a közvélemény-kutatások megtorpantak és Carter képes volt fenntartani egy kis előnyt.
1976-ban tartottak először alelnökjelölti vitát, Bob Dole és Walter Mondale állt ki egymás ellen és ez a vita is ártott a republikánusoknak. Ugyanis Dole azt állította, hogy a demokrata elnökök katonai felkészületlensége felelős mindazokért a háborúkért, amelyeket az Egyesült Államok a 20. században vívott. Dole, a második világháború veteránja megjegyezte, hogy az első világháborútól a vietnámi háborúig, minden 20. századi háborúban az elnöki székben demokrata ült. Dole ezután rámutatott, hogy a „demokrata háborúk” amerikai áldozatainak száma nagyjából megegyezik Detroit lakosságával. Sok szavazó úgy érezte, hogy Dole kritikája méltánytalanul kemény volt. Évekkel később Dole meg is bánta megjegyzését. Az egyik tényező, ami segített Fordnak a kampány utolsó napjaiban, az egy sor népszerű televíziós szereplése volt, amit Joe Garagiolával, az St. Louis Cardinals visszavonult baseballsztárjával és az NBC Sports ismert bemondójával tett. A műsor során Garagiola kérdéseket tett fel Fordnak az életéről és a hitéről. A műsorok nagyon informálisak, nyugodtak és visszafogottak voltak. Ford és Garagiola nyilvánvalóan élvezték egymás társaságát és a választások után is barátok maradtak.  

### Viták
Az 1976-os választás során három elnökjelölti és egy alelnökjelölti vitát rendeztek:
| Időpont                         | Helyszín                     | Város         | Moderátor         | Résztvevők               | Nézettség (millió fő) |
| ------------------------------- | ---------------------------- | ------------- | ----------------- | ------------------------ | --------------------- |
| Csütörtök, 1976. szeptember 23. | Walnut Street Theatre        | Philadelphia  | Edwin Newman      | Jimmy Carter Gerald Ford | 69,7                  |
| Szerda, 1976. október 6.        | Palace of Fine Arts          | San Francisco | Pauline Frederick | Jimmy Carter Gerald Ford | 63,9                  |
| Péntek, 1976. október 15.       | Alley Theatre                | Houston       | James Hoge        | Walter Mondale Bob Dole  | 43,2                  |
| Péntek, 1976. október 22.       | Phi Beta Kappa Memorial Hall | Williamsburg  | Barbara Walters   | Jimmy Carter Gerald Ford | 62,7                  |

### Eredmények
Kampányának baklövései ellenére Fordnak sikerült felzárkóznia a választás napjára a közvélemény-kutatásokban. Az elnökválasztást november 2-án tartották. Az éjszaka nagy része és a következő nap reggelje a győztes meghatározásába telt. Az NBC televíziós hálózat csak hajnali 3:30-kor tudta bejelenteni, hogy Carter megnyerte Mississippit és ezzel a győzelemhez szükséges 270 elektornál többet gyűjtött össze, majd 3:45-kor a CBS News bejelentette Carter győzelmét. Carter két százalékponttal győzte le Fordot a lakosság által leadott szavazatokban.
Carter 23 államot vitt magával 297 elektori szavazattal, míg Ford 27 államot 240 elektorral. Egy washingtoni küldött, aki Fordra tett ígéretet, Reaganre szavazott. Carter győzelme elsősorban a délen elért győzelmeiből származott, valamint a nagy északi államokban, például New Yorkban, Ohioban és Pennsylvaniában aratott szoros győzelmeiből. Ford jól teljesített nyugaton, Hawaii kivételével minden államot magával vitt a régióból. A legszorosabban vitatott állam az Oregon volt, ahol Ford  kevesebb mint 2000-el több szavazatot gyűjtve nyerte meg az államot. Carter nagyon jól teljesített hazájában, Georgiában, ahol a szavazatok 66,7%-át és az állam minden megyéjét magával vitte. 1960 óta ez az első alkalom, illetve a második az amerikai történelemben, hogy a vesztes jelölt több államot vitt magával, mint a győztes.
Ha a szoros eredménnyel kijövő Ohiot és Hawaiit Ford vitte volna magával, akkor Ford 269 és Carter 268 elektorral jött volna ki és 1825-höz hasonlóan a képviselőháznak kellett volna elnököt választania. Carter győzelmét biztosító államok Wisconsin, ahol 1,68%-kal és Ohio voltak, ahol 0,27%-kal győzte le Fordot. Ha Ford nyerte volna meg ezeket az államokat, akkor második ciklust is betöltött volna. Az általa megnyert 27 állam még mindig a legtöbb állam, amelyet valaha is egy vesztes elnökjelölt hordozott. Ha Ford nyerte volna meg a választásokat, akkor a 22. alkotmánymódosítás értelmében 1980-ban nem indulhatott volna egy újabb ciklusért, mivel Nixon második ciklusából több mint két évet töltött be.  
Ez az utolsó alkalom, hogy Texas, Mississippi, Alabama és Dél-Karolina demokratára szavazott, az utolsó 2008-ig, hogy Észak-Karolina, 1996-ig, hogy Florida és 1992-ig, hogy Arkansas, Delaware, Kentucky, Louisiana, Missouri, Ohio, Pennsylvania és Tennessee tette ugyanezt. 
| Elnökjelölt                   | Párt                          | Állam                         | Szavazatok                    | Szavazatok                    | Elektor szavazat | Futótárs                 | Futótárs    |
| Elnökjelölt                   | Párt                          | Állam                         | Szavazat szám                 | Százalék                      | Elektor szavazat | Alelnökjelölt            | Állam       |
| ----------------------------- | ----------------------------- | ----------------------------- | ----------------------------- | ----------------------------- | ---------------- | ------------------------ | ----------- |
| James Earl Carter             | Demokrata Párt                | Georgia                       | 40 831 881                    | 50,08%                        | 297              | Walter Frederick Mondale | Minnesota   |
| Gerald Rudolph Ford           | Republikánus Párt             | Michigan                      | 39 148 634                    | 48,02%                        | 240              | Robert Joseph Dole       | Kansas      |
| Ronald Wilson Reagan          | Republikánus Párt             | Kalifornia                    | —                             | —                             | 1                | Robert Joseph Dole       | Kansas      |
| Eugene Joseph McCarthy        | független                     | Minnesota                     | 740 460                       | 0,91%                         | 0                | —                        | —           |
| Roger Lea MacBride            | Libertárius Párt              | Virginia                      | 172 557                       | 0,21%                         | 0                | David Peter Bergland     | Kalifornia  |
| Lester Garfield Maddox        | Amerikai Független Párt       | Georgia                       | 170 274                       | 0,21%                         | 0                | William D. Dyke          | Wisconsin   |
| Thomas Jefferson Anderson     | Amerikai Párt                 | Tennessee                     | 158 271                       | 0,19%                         | 0                | Rufus Shackelford        | Florida     |
| Peter Miguel Camejo           | Szocialista Munkások Pártja   | Kalifornia                    | 90 986                        | 0,11%                         | 0                | Willie Mae Reid          | Illinois    |
| Gus Hall                      | Kommunista Párt               | New York                      | 58 709                        | 0,07%                         | 0                | Jarvis Tyner             | New York    |
| Margaret Wright               | Néppárt                       | Kalifornia                    | 49 013                        | 0,06%                         | 0                | Benjamin McLane Spock    | Connecticut |
| Lyndon Hermyle LaRouche       | Amerikai Munkáspárt           | New York                      | 40 043                        | 0,05%                         | 0                | R. Wayne Evans           | Michigan    |
| Egyéb                         | Egyéb                         | Egyéb                         | 70 785                        | 0,08%                         | 0                |                          |             |
| Teljes                        | Teljes                        | Teljes                        | 81 531 584                    | 100%                          | 538              |                          |             |
| Ennyi szükséges a győzelemhez | Ennyi szükséges a győzelemhez | Ennyi szükséges a győzelemhez | Ennyi szükséges a győzelemhez | Ennyi szükséges a győzelemhez | 270              |                          |             |

### Eredmények államonként
| Ford/Dole      |
| Carter/Mondale |

|                   |           | Zászló | Jimmy Carter Demokrata | Jimmy Carter Demokrata | Jimmy Carter Demokrata | Gerald Ford Republikánus | Gerald Ford Republikánus | Gerald Ford Republikánus | Teljes    |
| Állam             | elektorok | Zászló | #                      | %                      | elektorok              | #                        | %                        | elektorok                | #         |
| ----------------- | --------- | ------ | ---------------------- | ---------------------- | ---------------------- | ------------------------ | ------------------------ | ------------------------ | --------- |
| Alabama           | 9         |        | 659 170                | 55,73                  | 9                      | 504 070                  | 42,61                    | -                        | 1 182 850 |
| Alaszka           | 3         |        | 44 058                 | 35,65                  | -                      | 71 555                   | 57,90                    | 3                        | 123 574   |
| Arizona           | 6         |        | 295 602                | 39,80                  | -                      | 418 642                  | 56,37                    | 6                        | 742 719   |
| Arkansas          | 6         |        | 499 614                | 64,94                  | 6                      | 268 753                  | 34,93                    | -                        | 769 396   |
| Colorado          | 7         |        | 460 353                | 42,58                  | -                      | 584 367                  | 54,05                    | 7                        | 1 081 135 |
| Connecticut       | 8         |        | 647 895                | 46,90                  | -                      | 719 261                  | 52,06                    | 8                        | 1 381 526 |
| Delaware          | 3         |        | 122 596                | 51,98                  | 3                      | 109 831                  | 46,57                    | -                        | 235 834   |
| Dél-Dakota        | 4         |        | 147 068                | 48,91                  | -                      | 151 505                  | 50,39                    | 4                        | 300 678   |
| Dél-Karolina      | 8         |        | 450 825                | 56,17                  | 8                      | 346 140                  | 43,13                    | -                        | 802 594   |
| Észak-Dakota      | 3         |        | 136 078                | 45,80                  | -                      | 153 470                  | 51,66                    | 3                        | 297 094   |
| Észak-Karolina    | 13        |        | 927 365                | 55,27                  | 13                     | 741 960                  | 44,22                    | -                        | 1 677 906 |
| Florida           | 17        |        | 1 636 000              | 51,93                  | 17                     | 1 469 531                | 46,64                    | -                        | 3 150 631 |
| Georgia           | 12        |        | 979 409                | 66,74                  | 12                     | 483 743                  | 32,96                    | -                        | 1 467 458 |
| Hawaii            | 4         |        | 147 375                | 50,59                  | 4                      | 140 003                  | 48,06                    | -                        | 291 301   |
| Idaho             | 4         |        | 126 549                | 37,12                  | -                      | 204 151                  | 59.88                    | 4                        | 340 932   |
| Illinois          | 26        |        | 2 271 295              | 48,13                  | -                      | 2 364 269                | 50,10                    | 26                       | 4 718 833 |
| Indiana           | 13        |        | 1 014 714              | 45,70                  | -                      | 1 183 958                | 53,32                    | 13                       | 2 220 362 |
| Iowa              | 8         |        | 619 931                | 48,46                  | -                      | 632 863                  | 49,47                    | 8                        | 1 279 306 |
| Kalifornia        | 45        |        | 3 742 284              | 47,57                  | -                      | 3 882 244                | 49,35                    | 45                       | 7 867 117 |
| Kansas            | 7         |        | 430 421                | 44,94                  | -                      | 502 752                  | 52,49                    | 7                        | 957 845   |
| Kentucky          | 9         |        | 615 717                | 52,75                  | 9                      | 531 852                  | 45,57                    | -                        | 1 167 142 |
| Kolumbia Kerület  | 3         |        | 137 818                | 81,63                  | 3                      | 27 873                   | 16,51                    | -                        | 168 830   |
| Louisiana         | 10        |        | 661 365                | 51,73                  | 10                     | 587 446                  | 45,95                    | -                        | 1 278 439 |
| Maine             | 2         |        | 232 279                | 48,07                  | -                      | 236 320                  | 48,91                    | 2                        | 483 208   |
| Maine 1-es körzet | 1         |        | 123 598                | 49,32                  | -                      | 127 019                  | 50,68                    | 1                        | 250 617   |
| Maine 2-es körzet | 1         |        | 108 681                | 49,86                  | -                      | 109 301                  | 50,14                    | 1                        | 217 982   |
| Maryland          | 10        |        | 759 612                | 53,04                  | 10                     | 672 661                  | 46,96                    | -                        | 1 432 273 |
| Massachusetts     | 14        |        | 1 429 475              | 56,11                  | 14                     | 1 030 276                | 40,44                    | -                        | 2 547 557 |
| Michigan          | 21        |        | 1 696 714              | 46,44                  | -                      | 1 893 742                | 51,83                    | 21                       | 3 653 749 |
| Minnesota         | 10        |        | 1 070 440              | 54,90                  | 10                     | 819 395                  | 42,02                    | -                        | 1 949 931 |
| Mississippi       | 7         |        | 381 309                | 49,56                  | 7                      | 366 846                  | 47,68                    | -                        | 769 360   |
| Missouri          | 12        |        | 998 387                | 51,10                  | 12                     | 927 443                  | 47,47                    | -                        | 1 953 600 |
| Montana           | 4         |        | 149 259                | 45,40                  | -                      | 173 703                  | 52,84                    | 4                        | 328 734   |
| Nebraska          | 5         |        | 233 692                | 38,46                  | -                      | 359 705                  | 59,19                    | 5                        | 607 668   |
| Nevada            | 3         |        | 92 479                 | 45,81                  | -                      | 101 273                  | 50,17                    | 3                        | 201 876   |
| New Hampshire     | 4         |        | 147 635                | 43,47                  | -                      | 185 935                  | 54,75                    | 4                        | 339 618   |
| New Jersey        | 17        |        | 1 444 653              | 47,92                  | -                      | 1 509 688                | 50,08                    | 17                       | 3 014 472 |
| New York          | 41        |        | 3 389 558              | 51,95                  | 41                     | 3 100 791                | 47,52                    | -                        | 6 525 225 |
| Nyugat-Virginia   | 6         |        | 435 914                | 58,07                  | 6                      | 314 760                  | 41,93                    | -                        | 750 674   |
| Ohio              | 25        |        | 2 011 621              | 48,92                  | 25                     | 2 000 505                | 48,65                    | -                        | 4 111 873 |
| Oklahoma          | 8         |        | 532 442                | 48,75                  | -                      | 545 708                  | 49,96                    | 8                        | 1 092 251 |
| Oregon            | 6         |        | 490 407                | 47,62                  | -                      | 492 120                  | 47,78                    | 6                        | 1 029 876 |
| Pennsylvania      | 27        |        | 2 328 677              | 50,40                  | 27                     | 2 205 604                | 47,73                    | -                        | 4 620 787 |
| Rhode Island      | 4         |        | 227 636                | 55,36                  | 4                      | 181 249                  | 44,08                    | -                        | 411 170   |
| Tennessee         | 10        |        | 825 879                | 55,94                  | 10                     | 633 969                  | 42,94                    | -                        | 1 476 346 |
| Texas             | 26        |        | 2 082 319              | 51,14                  | 26                     | 1 953 300                | 47,97                    | -                        | 4 071 884 |
| Utah              | 4         |        | 182 110                | 33,65                  | -                      | 337 908                  | 62,44                    | 4                        | 541 198   |
| Új-Mexikó         | 4         |        | 201 148                | 48,28                  | -                      | 211 419                  | 50,75                    | 4                        | 416 590   |
| Vermont           | 3         |        | 81 044                 | 43,14                  | -                      | 102 085                  | 54,34                    | 3                        | 187 855   |
| Virginia          | 12        |        | 813 896                | 47,96                  | -                      | 836 554                  | 49,29                    | 12                       | 1 697 094 |
| Washington        | 9         |        | 717 323                | 46,11                  | -                      | 777 732                  | 50,00                    | 8                        | 1 555 534 |
| Wisconsin         | 11        |        | 1 040 232              | 49,50                  | 11                     | 1 004 987                | 47,83                    | -                        | 2 101 336 |
| Wyoming           | 3         |        | 62 239                 | 39,81                  | -                      | 92 717                   | 59,30                    | 3                        | 156 343   |

### Szoros eredmények
A különbség 1% alatt volt:
1. Oregon, 0,16% (1 713 szavazat)
2. Ohio, 0,27% (11 116 szavazat)
3. Maine 2-es körzet, 0,28% (620 szavazat)
4. Maine, 0,84% (4 041 szavazat)

A különbség 5% alatt volt:
1. Iowa, 1,01% (12 932 szavazat)
2. Oklahoma, 1,21% (13 266 szavazat)
3. Virginia, 1,34% (22 658 szavazat)
4. Maine 1-es körzet, 1,36% (3 421 szavazat)
5. Dél-Dakota, 1,48% (4 437 szavazat)
6. Wisconsin, 1,68% (35 245 szavazat)
7. Kalifornia, 1,78% (139 960 szavazat)
8. Mississippi, 1,88% (14 463 szavazat)
9. Illinois, 1,97% (92 974 szavazat)
10. New Jersey, 2,16% (65 035 szavazat)
11. Új-Mexikó, 2,47% (10 271 szavazat)
12. Hawaii, 2,53% (7 372 szavazat)
13. Pennsylvania, 2,66% (123 073 szavazat)
14. Texas, 3,17% (129 019 szavazat)
15. Missouri, 3,63% (70 944 szavazat)
16. Washington, 3,88% (60 409 szavazat)
17. Nevada, 4,36% (8 794 szavazat)
18. New York, 4,43% (288 767 szavazat)

A különbség 5% és 10% között volt:
1. Connecticut, 5,16% (71 366 szavazat)
2. Florida, 5,29% (166 469 szavazat)
3. Michigan, 5,39% (197 028 szavazat)
4. Delaware, 5,41% (12 765 szavazat)
5. Louisiana, 5,78% (73 919 szavazat)
6. Észak-Dakota, 5,86% (17 392 szavazat)
7. Maryland, 6,08% (86 951 szavazat)
8. Kentucky, 7,18% (83 865 szavazat)
9. Montana, 7,44% (24 444 szavazat)
10. Kansas, 7,55% (72 331 szavazat)
11. Indiana, 7,62% (169 244 szavazat)

#### Statisztika
A demokraták legmagasabb szavazati arányú megyéi:
1. Banks megye (Georgia) 87,85%
2. Starr megye (Texas) 87,25%
3. Brantley megye (Georgia) 86,50%
4. Duval megye (Texas) 86,36%
5. Wilcox megye (Georgia) 86,15%

A republikánusok legmagasabb szavazati arányú megyéi:
1. Jackson megye (Kentucky) 79,80%
2. Owsley megye (Kentucky) 77,03%
3. Hooker megye (Nebraska) 76,35%
4. Ottawa megye (Michigan) 74,12%
5. Arthur megye (Nebraska) 73,66%

## Külső linkek
- The Election Wall's 1976 Election Video Page
- 1976 popular vote by counties
- 1976 popular vote by states (with bar graphs)
- Campaign commercials from the 1976 election
- How close was the 1976 election? a Wayback Machine-ben (archiválva 2012. augusztus 25-i dátummal) — Michael Sheppard, Massachusetts Institute of Technology (archived)
- Election of 1976 in Counting the Votes Archiválva 2016. március 4-i dátummal a Wayback Machine-ben.